# Cum on Everybody
"Cum on Everybody" (del inglés, Eyacula sobre todos) es una canción del rapero estadounidense Eminem de su álbum The Slim Shady LP. Cuenta con la colaboración de la cantante de R&B Dina Rae.
La versión editada de la canción (llamada clean, o sea limpia), se le cambia el nombre a "Come on Everybody" (del inglés, Vamos todo el mundo). Además se censuran las palabras suicide (suicidio), bitch (perra) y mother fucking.
El primer verso de la canción hizo popular a esta, donde Eminem hace una polémica mofa a Kurt Cobain, vocalista fallecido de Nirvana, diciendo: "Mi color preferido es el rojo, como la sangre de la cabeza de Kurt Cobain, cuando al dispararse murió". Sobre esta parte de la canción, se hace una parodia en The Slim Shady Show, serie de dibujos animados creados por Eminem y transmitidos en internet.
Se nombró una supuesta versión original de la canción llamada "Get Down Tonight", pero jamás dio a la luz, ni siquiera en el demo de Eminem, The Slim Shady EP.